# 윤명학
윤명학(1959년 2월 17일 ~ )은 대한민국의 시인이자 기업인이다.

## 학력
- 연세대학교 학사

## 경력
- 2012년~ 좋은문학 편집의원
- 2012년~ 좋은문학 작가회 이사
- 2015년 1월 19일 / 대한적십자사 청송지구협의회 명예회장
- 2015년 4월 1일  /대한적십자사 전국대의원
- 2000년 4월 25일 /한국어린이 보호재단 청송후원회장
- 2007년  5월 / 세이브 더 칠드런 코리아 청송후원회장
- 부동중학교 총동창회장
- 연세대학교 총동문회 상임이사

## 작품
- 2009년 - 시집 '내고향산촌마을청송' '
- 2010년/아름다운강산에 사연 없는 꽃이 있겠는가  '
- 2011년/나만이 몰랐던 금수강산
- 2012년/고향의 섶
- 대한적십자사 경북지사신문 창간호 작품상재

.  2012년5월8일 주왕산면 이전리 생활체육공원 "문학비" 詩 "소나무 꽃"
. 2018년10월1일 월포역 대합실 "詩" "월포역" 현판

## 수상
- 1993년 7월29일 / 청송향토노인복지대학장 감사장 수상
- 2011년 한국뇌성마비 복지회 감사장을
- 2013년 한비작가상
- 1987년 10월21일 /청송경찰서장 표창
- 2004년 3월6일 / 장애인장학회 서울지부 감사장
- 2011년 12월30일 /세이브 더 칠드런 감사장
- 2014년 11월 22일 /부동중학교 자랑스런 동문상 수상
- 2015년 10월16일 /청송중학교 부동분교장 감사패(상, 하반기 진로캠프 강의)
- 2016년 1월19일 /대한적십자사 청송지구협의회 감사패
- 2016년 5월 6일 /제44회 어버이날 경상북도지사 표창패
- 2016년 6월30일 /경상북도지사 표창패(사회봉사부문)
- 2016년 12월30일 /청송군수 표창패(군정발전부문)
- 2017년 2월27일 /대한적십자사 청송지구협의회 감사패
- 2017년 10월27일 /청송군수 공로패(체육발전부문)
- 2018년 1월30일 /청송군수 공로패(봉사부문)
- 2017년 12월 1일 /세이브 더 칠드런 20년 후원 감사장
- 2019년 1웡25일 /청송문화원장 공로패
- 2019년 1월28일 /청송군수 감사패(봉사부문)
- 2020년 1월30일 /경상북도의회 의장 표창패(봉사부문)
- 2021년 11월1일 / 세이브 더 칠드런 후원25년 감사패
- 2021년 10월13일 /한국뇌성마비 복지회 10년 20년 후원 감사패
- 2020년 12월30 /청송군수 표창패
- 2022년 11월10 /청송군민상 수상
- 2023년 10월27일 /대한적십자사 은장 포장 수상